# Ras Ifriqya

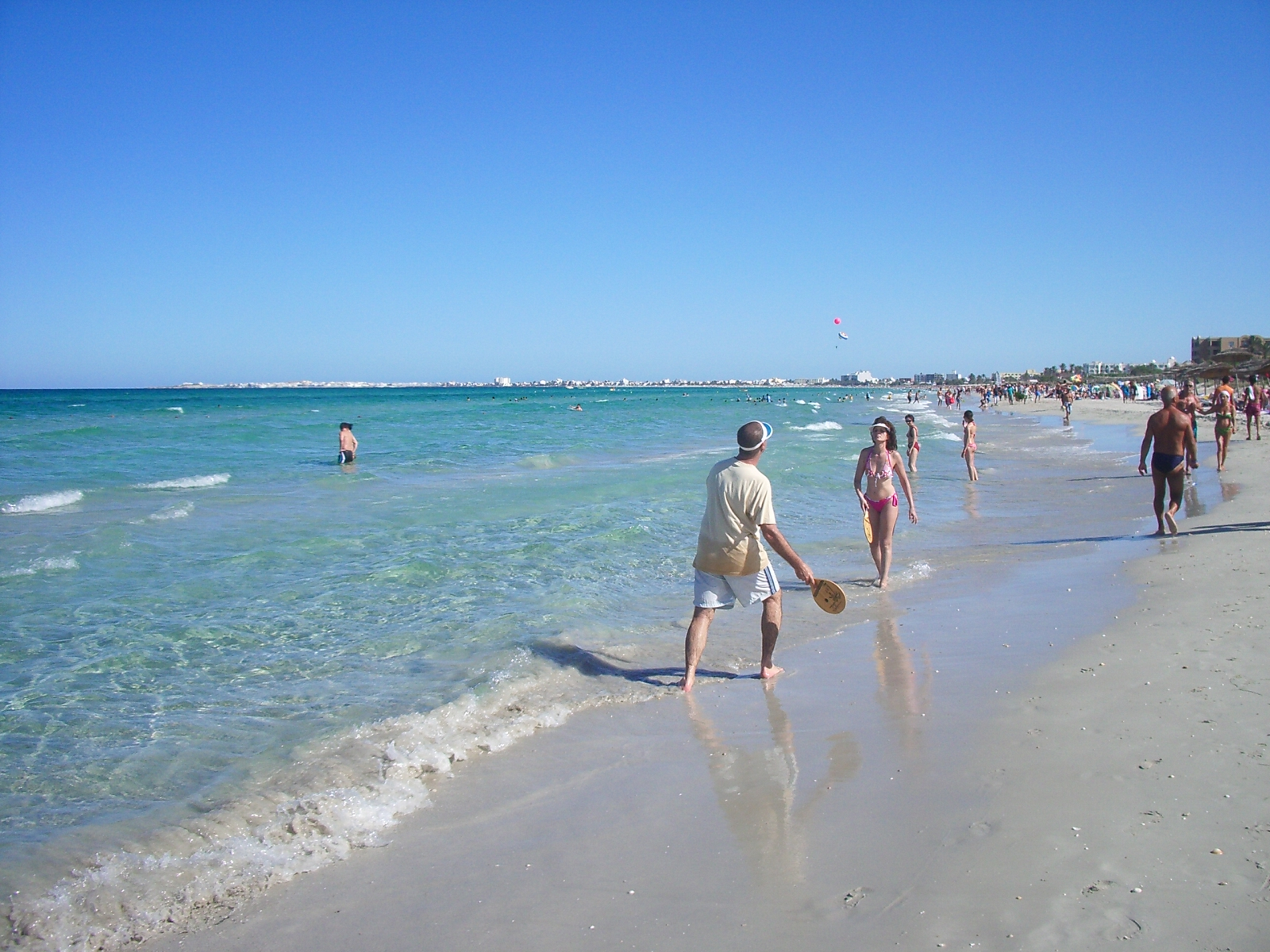
Vista del Cap Ifriqya des de la zona turística

Ras Ifriqya (àrab: رأس إفريقية, Raʾs Ifrīqiya, ‘Cap d'Ifríqiya’) és un cap de Tunísia a la vora del qual se situa la ciutat de Mahdia, que fou capital dels fatimites. S'hi va construir una fortalesa otomana que encara es conserva i també hi ha un far.